# Ibirapitanga
Ibirapitanga é um município brasileiro do estado da Bahia. Localizada na microrregião cacaueira do sul do estado, Ibirapitanga limita-se com os municípios de Camamu, Gandu, Igrapiúna, Maraú, Piraí do Norte, Ubatã e Ubaitaba.

## Organização Político-administrativa
Sendo um município do Brasil, Ibirapitanga é administrada por dois poderes, o executivo e o legislativo, independentes e harmônicos entre si. O primeiro é representado pelo prefeito, auxiliado pelo seu gabinete de secretários e eleito pelo voto popular para um mandato de quatro anos, sendo permitida uma única reeleição para mais um mandato consecutivo, enquanto que o segundo é representado pela Câmara Municipal de Ibirapitanga, órgão colegiado de representação dos munícipes que é composto por vereadores também eleitos por sufrágio universal.
As atuais autoridades que ocupam cargos da organização político-administrativa de Ibirapitanga são as seguintes (data: 25 de novembro de 2023):
- Prefeito: Junilson Batista Gomes "Junilson de Boró" - PSD (2021/-)[6][7]
- Vice-prefeito: Valdeci Santos de Jesus Almeida "Val de Gude" - PDT (2021/-)[7]
- Presidente da Câmara: Marlene Sena Santos - PSD (2023/-)[8]

## Economia
A economia de Ibirapitanga historicamente associada ao extrativismo vegetal e a agricultura de subsistência. Isto pode ser observado pelo fato de 83% de seu território era ocupado por estabelecimentos rurais segundo dados de 2017 produzidos pelo Censo Agropecuário do IBGE.
Por meio do cooperativismo e associativismo, pequenos produtores e agricultoras locais de Ibirapitanga passaram a conferir valor agregado à mandioca cultivada no município. A iniciativa que ganhou evidência no estado da Bahia ocorreu após a implantação de uma cozinha comunitária pelas associações locais em parceria com o Governo do Estado da Bahia que resultou no desenvolvimento de uma indústria alimentícia produtora de derivados da mandioca, tais como panetone de mandioca, sequilhos, avoador, pizza de aipim e aipim chips.